# 国泰大榕
国泰大榕（こくたいだいよう）は、現在の台湾台南市東区国立成功大学光復校区内の成功大学榕園内にある榕樹（ガジュマル）の大木である。1923年4月、台湾行啓中の皇太子裕仁親王（のちの昭和天皇）によって植栽された、裕仁親王お手植えのガジュマルである。現在の台湾では國泰大榕、國泰樹、成大老榕と呼ばれて親しまれ、現地企業、霖園集団 のロゴマークのモデルにもなっている。

## 歴史

### 裕仁親王の台湾行啓
1923年春。21歳の皇太子裕仁親王は、当時は日本統治下にあった台湾を訪れた。いわゆる「台湾行啓」である。以下はその日程と滞在地である。
- 4月12日 - 横須賀港発
- 4月16日 - 基隆港着
  - （台湾総督府鉄道縦貫線：基隆駅→台北駅）
  - 台北着、台湾総督官邸泊
- 4月17日 - 台北（同地泊）
- 4月18日 - 台北（同地泊）
- 4月19日
  - （台湾総督府鉄道縦貫線：台北駅→新竹駅）
  - 新竹
  - （台湾総督府鉄道台中線：新竹駅→台中駅）
  - 台中着、台中州知事官舎泊
- 4月20日
  - （台湾総督府鉄道縦貫線：台中駅→台南駅）
  - 台南着、台南州知事官舎泊
- 4月21日
  - 台南
  - （台湾総督府鉄道縦貫線：台南駅→高雄駅）
  - 高雄着、高雄貴賓館泊
- 4月22日 
  - （台湾総督府鉄道屏東線：高雄駅⇔屏東駅）
  - 屏東
  - 高雄（同地泊）
- 4月23日
  - 高雄港発
  - 馬公海軍要港部
  - 艦内泊
- 4月24日
  - 基隆港着
  - （台湾総督府鉄道縦貫線：基隆駅→台北駅）
  - 台北着、台湾総督官邸泊
- 4月25日 - 台北（同地泊）
- 4月26日 - 台北（同地泊）
- 4月27日 -
  - （台湾総督府鉄道縦貫線：台北駅→基隆駅）
  - 基隆港発
- 5月1日 - 横須賀港着
  - 葉山御用邸立ち寄り後、東京に還啓

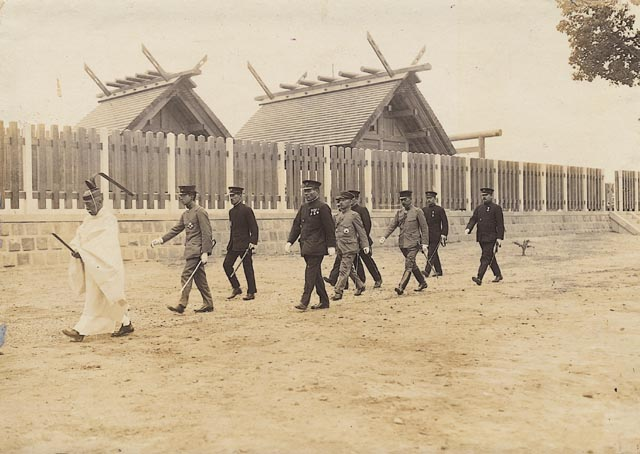
1923年4月20日、台南の北白川宮御遺跡所（後の台南神社）を参拝する裕仁親王。親王はこの境内にもガジュマルを植樹した

※帰途、裕仁親王は4月29日に満22歳の誕生日を迎えた。

#### 台湾各地での「お手植え」

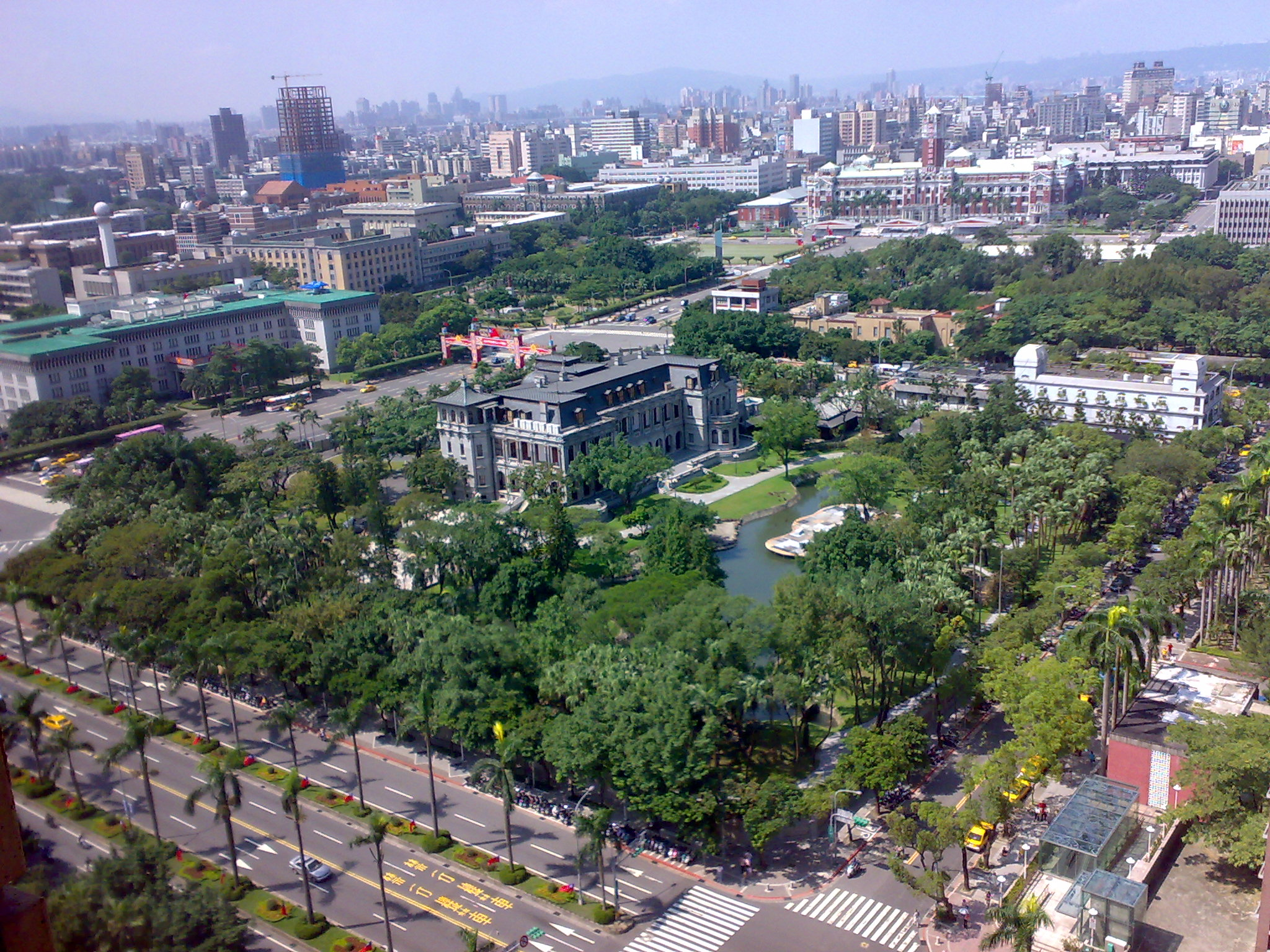
裕仁親王お手植えの地のひとつ、台湾総督官邸（現、台北賓館）の庭園

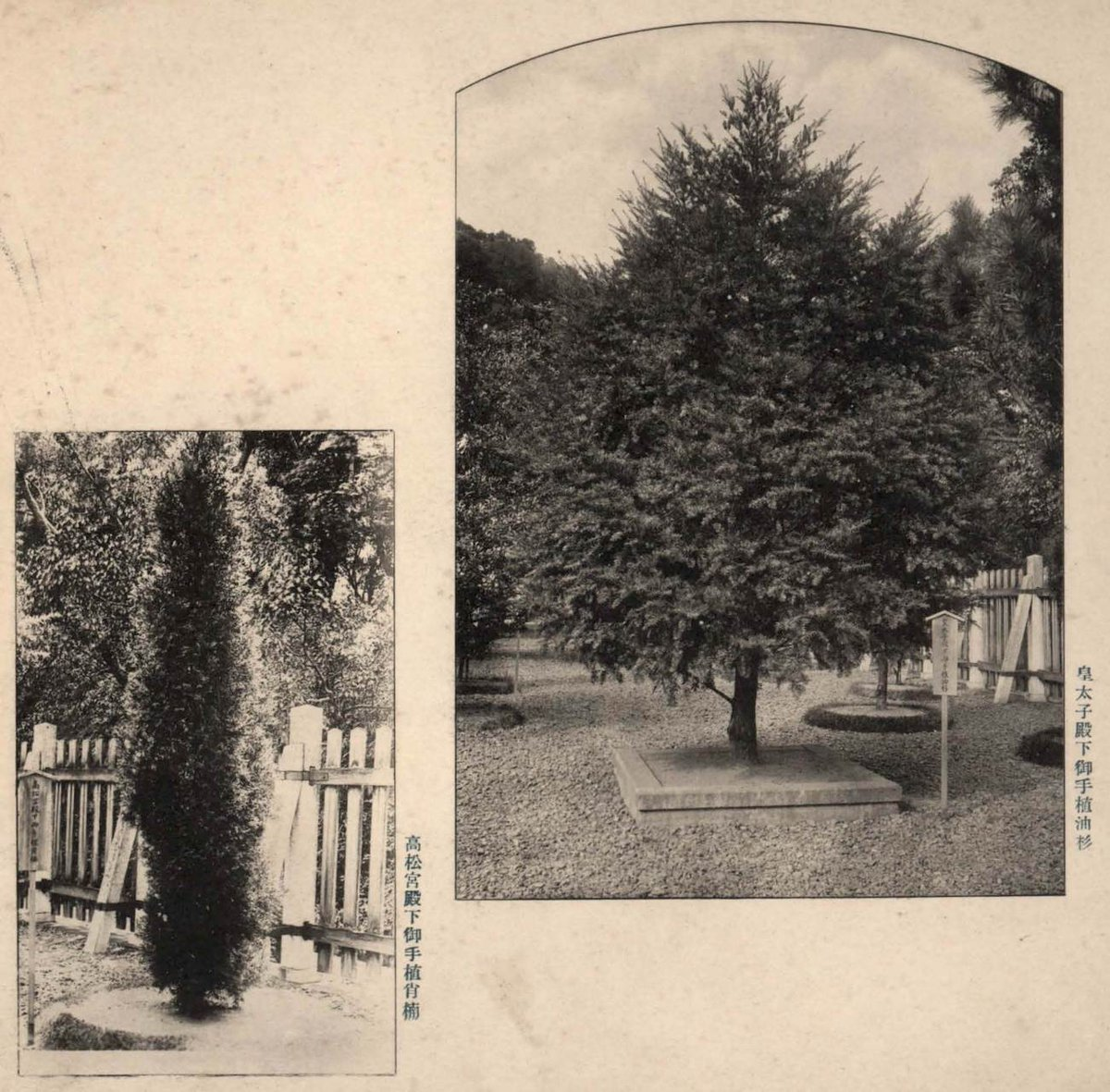
裕仁親王お手植えの油杉と、宣仁親王お手植えのショウナンボク(台湾神宮)

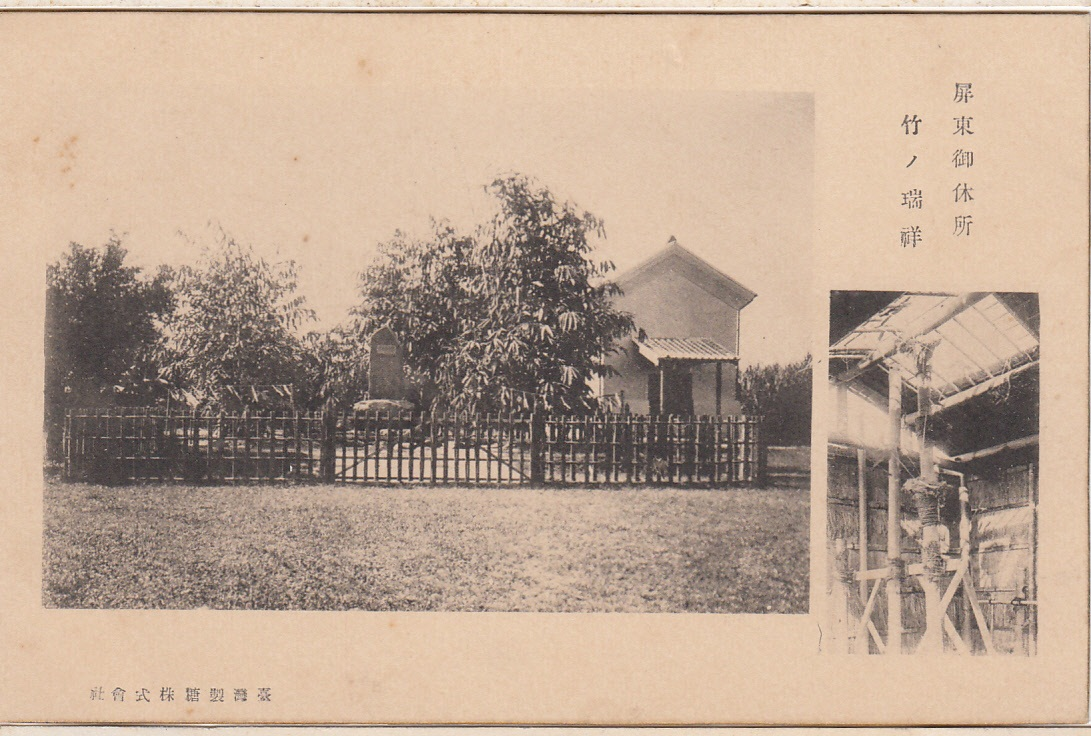
屏東・台湾製糖株式会社阿緱工場の「瑞竹」と記念碑

裕仁親王は行啓の途上において、各地で「お手植え」を行った。
| 日時                     | 地点                                  | 樹種               | 脚注  |
| ------------------------ | ------------------------------------- | ------------------ | ----- |
| 4月14日 午前             | 台北 台湾神社境内                     | タイワンアブラスギ | [ 1 ] |
| 4月18日 朝               | 台北 台湾総督官邸                     | タイワンアブラスギ | [ 2 ] |
| 4月18日 昼食後           | 台北 台湾軍司令部 前庭                | ガジュマル         | [ 3 ] |
| 4月20日 13時50分ごろ     | 台南 北白川宮御遺跡所（後の台南神社） | ガジュマル         | [ 4 ] |
| 4月21日 午前11時50分ごろ | 台南 台湾歩兵第二連隊営舎             | 本稿のガジュマル   | [ 5 ] |
| 4月24日 午前             | 基隆 基隆砲兵大隊 将校集会所前        | ガジュマル         | [ 6 ] |

これとは別に22日、屏東で台湾製糖株式会社阿緱工場視察の折、親王は仮設の休息所の柱に使われた竹が芽吹いていることに目を留めた。この竹は台中州竹山郡竹山産の麻竹だった。伐採後40日ほど経過しており、その状態で地面に打ち込んだだけで芽吹くのは稀であった。同社ではこれを瑞兆とみなし、新芽を育て竹林を造成するとともに、翌年、同場所に記念碑と記念館を建てた。

#### 台湾歩兵第二連隊での「お手植え」
当項目のガジュマルは、裕仁親王が4月21日午前、台湾歩兵第二連隊営舎を訪問した折に演習場に植栽されたものである。。
『昭和天皇実録』は、当日の模様を以下のように語る。
成功大学生命科学部の調査によれば、ガジュマルは植えられた時点で樹齢20年。歷史教授石万寿 の認識によれば、日本の鹿児島県から移植されたものであるという。のちに裕仁親王の次弟・雍仁親王が1925年6月2日に、三弟の宣仁親王が1926年4月28日にそれぞれ同地を訪れ、兄宮が最初に植えたガジュマルの傍らにそれぞれ苗木を「お手植え」をした。

### 台湾兵とガジュマル

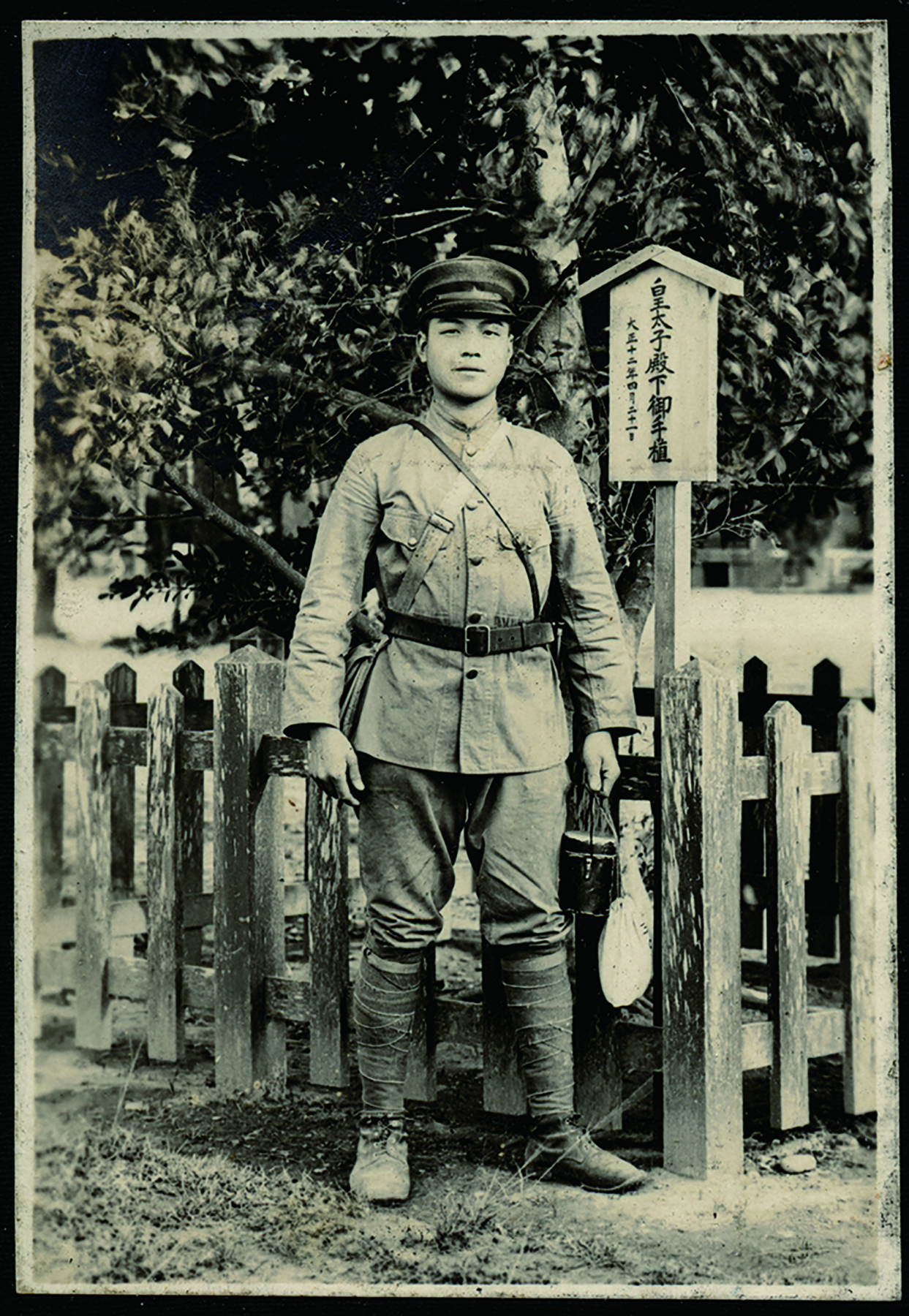
日本統治時代、台湾歩兵第二連隊兵士とガジュマル。立札に「皇太子殿下御手植　大正十二年四月二十一日」と記載される。画像の名称は「看護卒中町君與臺灣步兵第二聯隊內皇太子殿下御手植樹合影」。「看護卒」は昭和12年以前の日本陸軍衛生兵の呼称であり、立札が「皇太子殿下」なので、大正期の撮影であることが伺える。

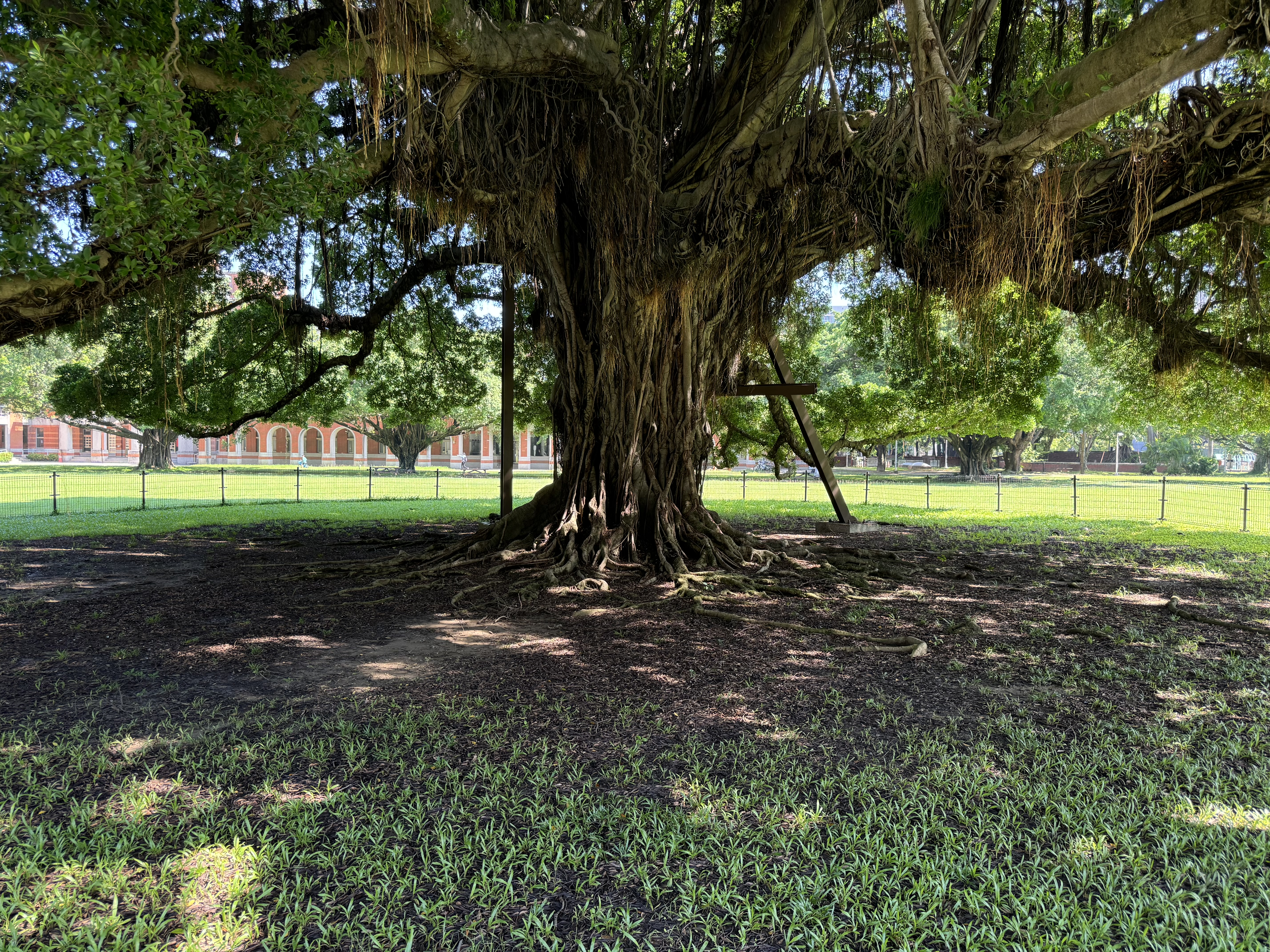
ガジュマルの大木の下

1943年、台湾人日本兵として歩兵第二連隊に所属していた呉淑、鄭春河の回憶によれば、その時点でお手植えのガジュマルは大木に成長して枝葉が繁茂し、兵舎からガジュマルまで何度も往復するのが部隊内での「罰則」だったという。「台湾光復」後の1949年春夏、第四軍官訓練班に入隊した新兵は、この付近で訓練を行った。。当時、陸軍四○軍三四○師団に所属していた台湾の現代詩人・瘂弦は、兵舎に食堂がなかったのでこの木の下で仲間6人と食事を摂った、と語る。

### 樹形の商標化
1966年に兵舎は成功大学光復校区となり、軍関係者以外の一般人も自由にこのガジュマルを見られるようになった。なお、この時点で雍仁親王、宣仁親王お手植えの木はすでに失われていた。
お手植えのガジュマルは一般的なガジュマルのように多数の気根を出して幹を支えるのではなく、主幹のみで幾千もの枝葉を支える。樹冠は壮大な印象である。枝葉が密生するありさまは見る者に安心感を与えるとともに、キャンパスの開放的な気分も相まって、砕けた雰囲気を演出する。新婚夫婦の撮影スポットであり、幼稚園児の屋外教育や運動の場でもある。
台湾の企業「国泰集団」は、当初は文字のみを商標として用いていた。だが蔡万霖が社を掌握して以降に、文字をあしらった大木の姿がトレードマークとなった。一説によれば蔡萬霖の三男・蔡鎮宇が成功大学のガジュマルをトレードマークの案に挙げたという。蔡萬霖のもう一人の男子・蔡宏圖はこのガジュマルを「成大老榕」、「国泰樹」と呼んだという。1979年、蔡萬霖は成功大学キャンパスのガジュマルと日本のイロハモミジを融合した図案をまとめ、1984年12月に中標局に申請した。台湾では商業的な生命保険制度が1960年代に導入されたが、一般に普及したのは広告によって喧伝された1980年代以降である。この大木を用いた國泰人壽、傘を用いた新光人寿 は、企業のイメージ戦略の成功例と言える。1980年代、新光人寿のマネージャー・呉家錄 は、保険の機能は傘のようなものであるとの考えから広告イメージを発案し、成功を収めた。一方、新光人寿の成功を受けた国泰人寿では、より効果的な広告を求め、成功大学のガジュマルをデザインしてイメージに用いた。国泰人寿の新たなシンボルを街頭広告や制服、テレビに登場させることで、企業イメージとともにこのガジュマルも著名になった。国泰人寿の職員はガジュマルに親近感を抱き、従業員の欧銀美は、この木のマークの下に書かれた気功登録をみて練習を決めた、と語っている。成功大学の学生はキャンパス内の名所を紹介する折、このガジュマルと国泰集団の商標との由来を語る。

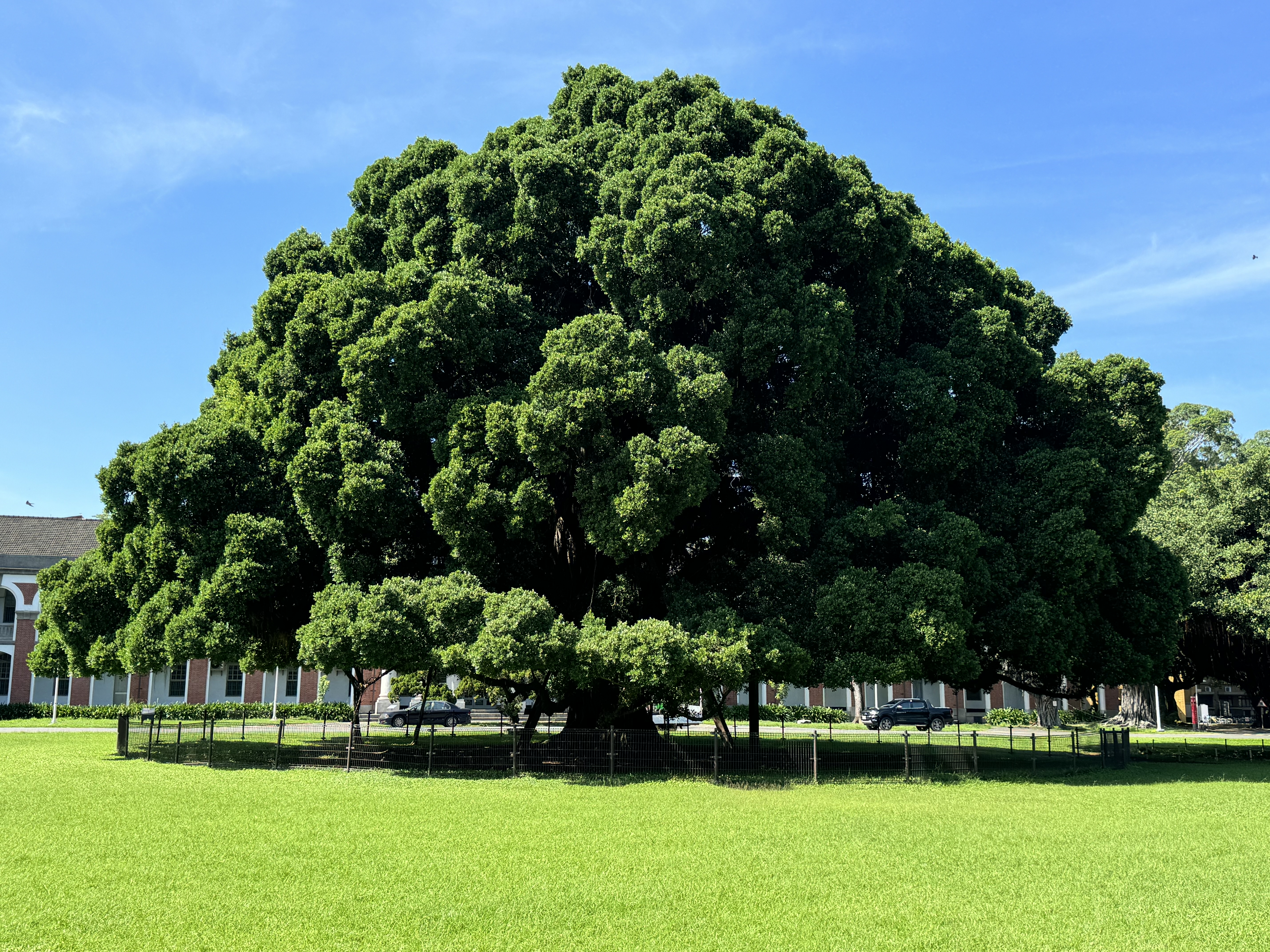
国泰大榕（工業設計学方面から）

1985年8月18日、詩人の瘂弦が第一回台湾巡回文芸ツアーのため光復キャンパスに戻った折、直径10メートルにも及ぶこのガジュマルを、指さしながら紹介した。
成功大学の学生にとって、このガジュマルは「シンプルで実用的」の象徴とされる。1986年、文学院院長の黄永武は、在校主管との対話で「榕園数雲」を「成大八景」に数え上げ、それは台南工学院時代の成大八景に取って代わられた。
1995年、「国泰大榕」は虫害に見舞われた。成功大学環境研究センター主任および校友連絡センター主任の葉茂栄は国泰人寿の慈善基金会ディレクター・李奕世に連絡を取り、ガジュマルの治療を求めた。成功大学建築学科の卒業生である李奕世は蔡萬霖の娘婿になった経緯で国泰集団に入社しており、3月15日、李奕世は国泰人寿を代表して100万元を大学側に寄付した。国泰の利回り100万元を元手に保護したことから、この国泰大榕は「台湾で一番高価なガジュマル」と称された。蔡宏図の回憶によれば、彼の父・蔡萬霖はことあるごとに会議の場でこのガジュマルについて言及していた。故に国泰のメンバーはこの木を第一に保護することを念頭に置いていたという。民間の噂では、国泰大榕の健康状態こそが国泰金融控股の社運に影響を与えているともいう。

### 大学とガジュマル
1995年11月1日、当時の成功大学学長・呉京 は当時の台南市長・施治明と共同で、榕園周囲を風光明媚な遊歩道として整備すべく、自動車の乗り入れを制限させた。1996年6月8日、呉京は教育部長に就任する前夜、校内の宿舎には泊まらずガジュマルの前に張ったテントで卒業生、講師、学生らと夜を過ごした。
台湾歩兵第二連隊の退役兵は1990年代にガジュマルの前で仲間に敬意を表し、この国泰大榕を「連隊精神の紐帯」であると意識した。第二連隊の退役兵である御戥は、孫娘の幸璇が国泰大榕の傍らにある工業設計系大成館で学習していることで、その因縁に感嘆した。作家の瘂弦は8月に『連合報』の編集者を退職したのち、1998年9月28日から10月2日の間、成功大学に滞在、「沾點〈鹽〉──榕園樹下笙歌」と称する演説をした。「ガジュマルよ。若き日の我を知る者はあなたのみだ。我らは共に年老いた」。彼はガジュマルの幹に触れながら語った。

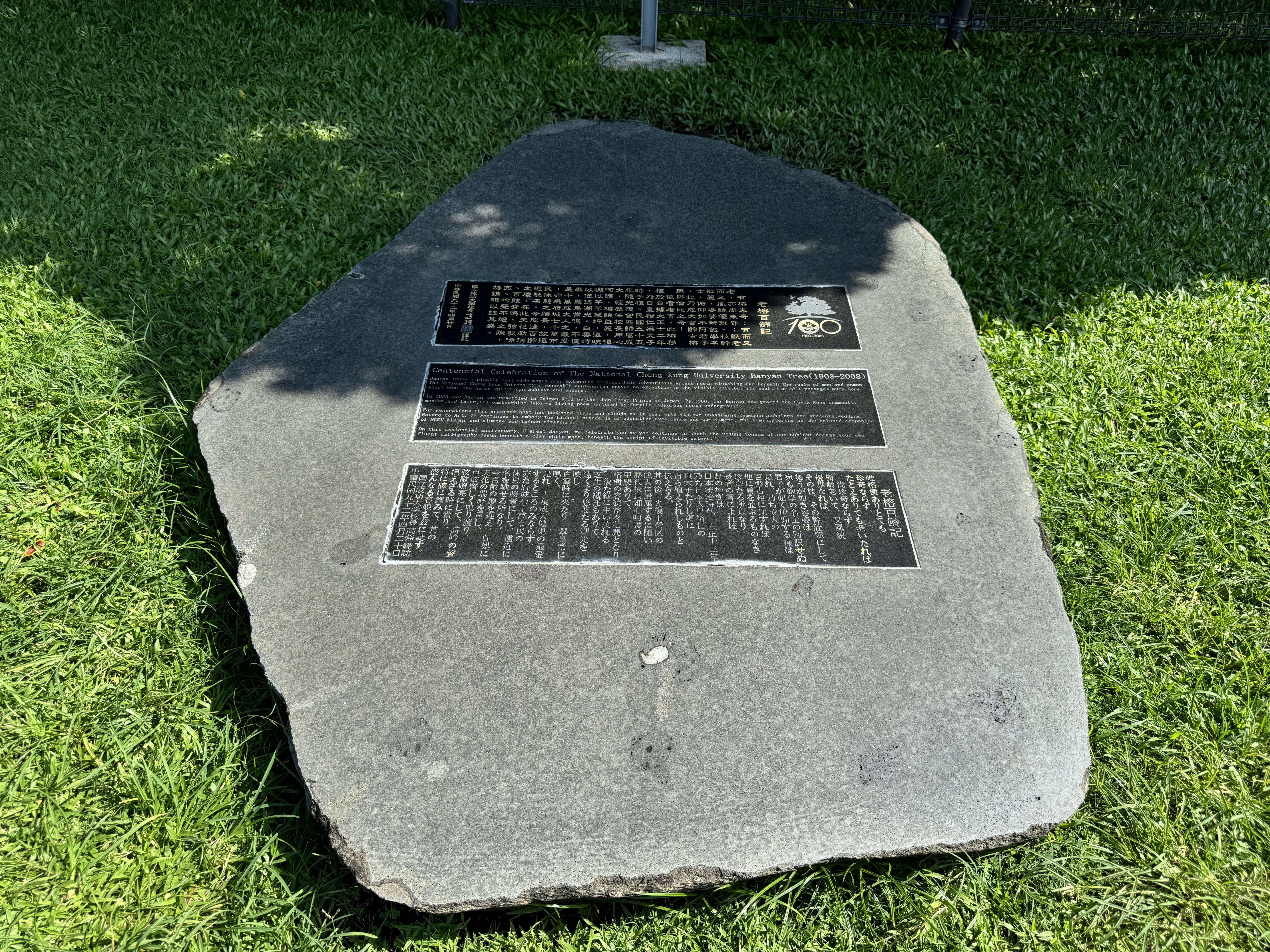
『老榕百齢記』の碑

もともと成功大学では、日本統治時代の兵舎が建設された時期から推定してガジュマルが植えられたのは1903年4月21日とし、日本兵が故郷をしのぶために鹿児島から移植されたものと考えていた。だが2003年1月7日、台南市民の沈琮勝が提供した1923年付の写真と文章により、1923年4月21日に皇太子時代の昭和天皇のお手植えによるものと判明した。4月20日、数百人の市民がガジュマルの「100歳」の誕生会を催した。姚伝淦、張象賢、徐林位および高育仁の父親・高錦徳がゲストとして樹下に招かれ、成功大学ナショナルミュージッククラブによるバースデーミュージックの演奏と共に開会され、土城国立小学校および龍崗国立小学校の児童が太鼓を実演した。そして国泰人寿の副総経理の蕭文瑞が社を代表して20万元を寄付、第2連隊退役軍人の呉戥、鄭春河も共に招待された。地上に新たに設置された『老榕百齢記』のエンブレムには、呉栄富による詩「有榕未奇；有而又老、亦尚未奇；既老而又風貌優雅、枝幹壯麗、婆娑若飽學名士、俯仰如不阿君子、此乃成大百齡古榕無以倫比之奇...」が、台湾繁体字、英文、文語体の和文でそれぞれ記されている。

### 苗木の拝領

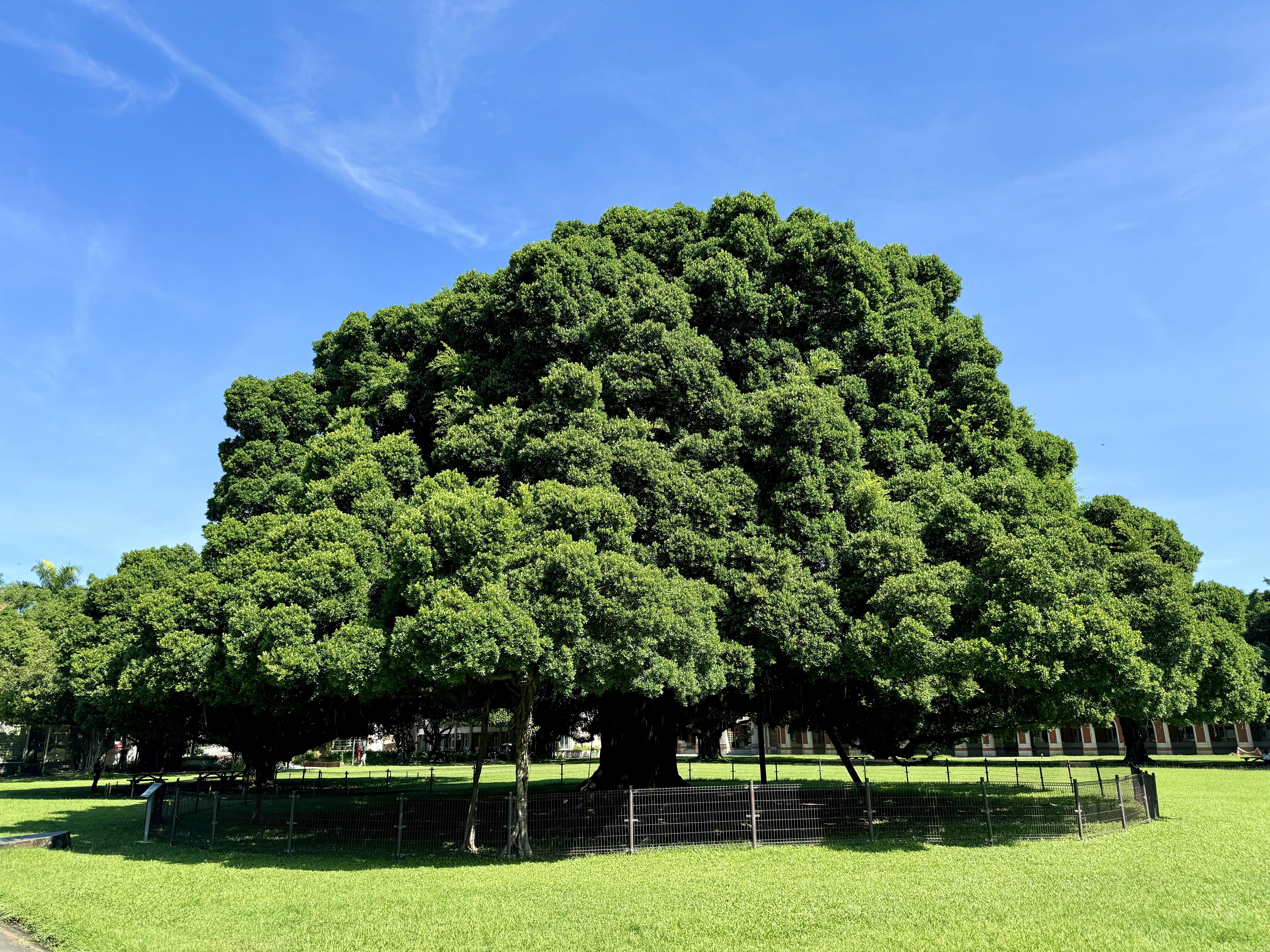
国泰大榕（都市計画学科方面より）

2010年8月1日、金門技術学院が国立金門大学に昇格した。李金振学長が成功大学で教鞭を執っていた関係から、国泰大榕の苗が金門大学に贈られた。2015年、平成27年台風第13号の襲来で国泰大榕の東側にあったガジュマルが倒れた折、大学側では国泰大榕の種から育てた苗木を各地に分配した。
2019年、日本では裕仁親王の孫にあたる徳仁親王の即位の礼が執り行われた。この慶事に合わせ、黃石城、許世楷、加瀬英明は裕仁親王の台湾行啓にまつわる桜、竹、そしてガジュマルを「里帰り」させる計画を立てた。10月15日、台湾伝統基金会は大学当局に書簡を送り、日台の民間交流の促進を図るためガジュマルの苗木を求め、大学側はこれに応じた。19日、東京の明治記念館において、駐日代表・謝長廷 より、当時の安倍晋三総理大臣の母親・安倍洋子あてに目録が送られ、八田與一文教基金会の常務監察人・邱貴らが参加した。

### 木の保護活動

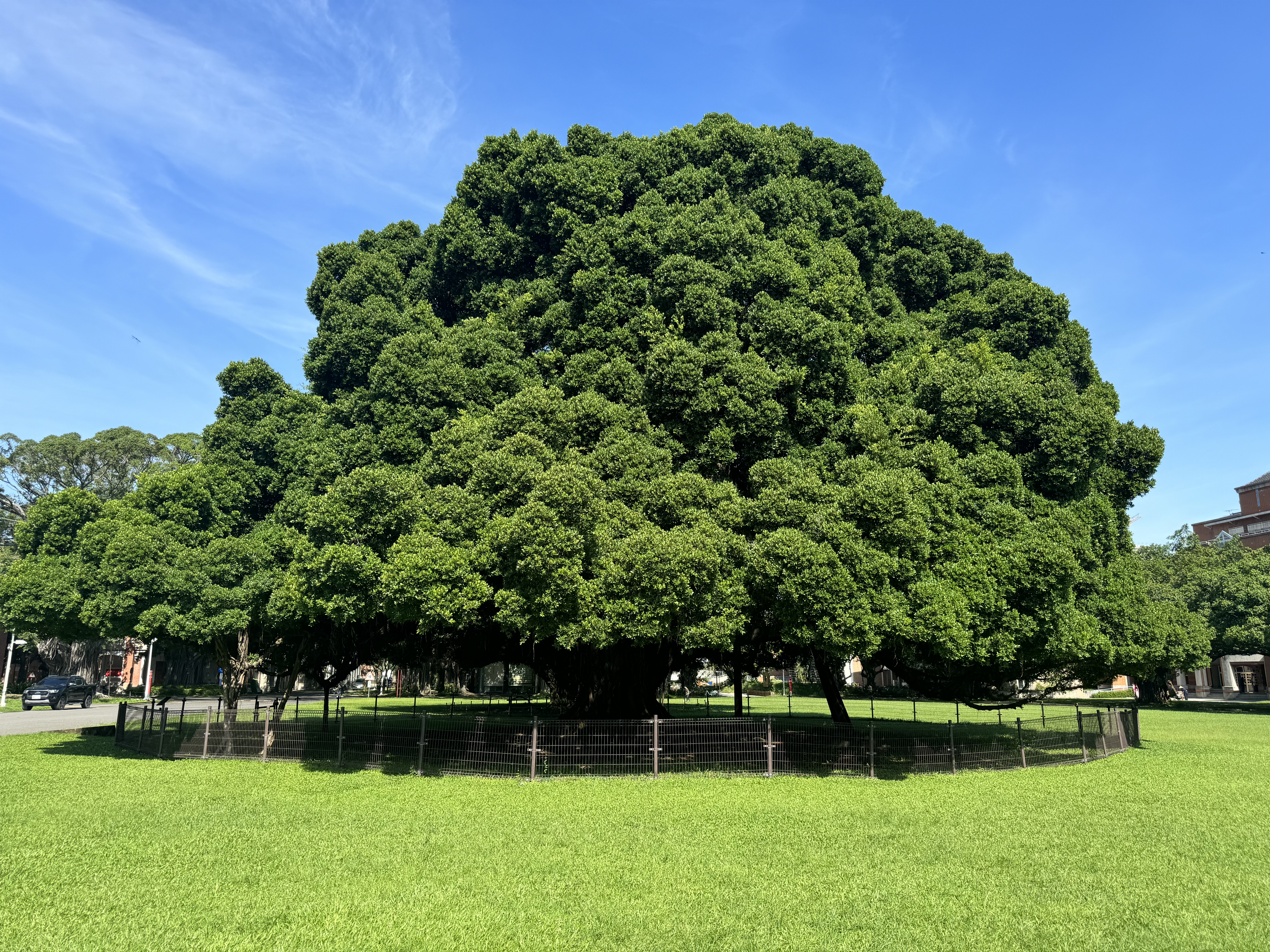
国泰大榕（創意産業設計研究所方向より）

台南市老樹節促進会発起人の李文雄は「裕仁親王が台北の台北第一歩兵連隊所に植えたガジュマルはすでに失われているため、成功大学のガジュマルは非常に貴重なものだ」と語った。国泰大榕は農業部台南区農業改良場の専門家の元、毎年1月から3月までの間、殺虫剤噴霧作業を行う。根の周囲には1 m間隔で、土中に深さ70～80 cm間隔で微量の元素を注射し、根の回復力を高める。多くの人が集うガジュマル樹下は表土が失われるため、新たな土で覆うとともに追肥が施される。
2023年7月26日、台南市政府は國泰大榕を保護樹木番号「TN037」として登録した。

## 参考
1. ↑  宮内庁『昭和天皇実録 第三』東京書籍、2015年、824頁。ISBN 978-4487744039。
2. ↑  宮内庁『昭和天皇実録 第三』東京書籍、2015年、827頁。ISBN 978-4487744039。
3. ↑  宮内庁『昭和天皇実録 第三』東京書籍、2015年、829頁。ISBN 978-4487744039。
4. ↑  宮内庁『昭和天皇実録 第三』東京書籍、2015年、839頁。ISBN 978-4487744039。
5. ↑  宮内庁『昭和天皇実録 第三』東京書籍、2015年、842頁。ISBN 978-4487744039。
6. ↑  宮内庁『昭和天皇実録 第三』東京書籍、2015年、848頁。ISBN 978-4487744039。
7. ↑  宮内庁『昭和天皇実録 第三』東京書籍、2015年、845頁。ISBN 978-4487744039。
8. 1 2 3  陳美文 (2003年1月8日). “《長的跟大樹一樣…》成大老榕 尋找失落的故事” (中国語). 中國時報
9. 1 2 3  楊淑芬 (2003年4月21日). “成大老榕慶百歲 擂大鼓 萬花天降” (中国語). 中國時報
10. ↑  宮内庁『昭和天皇実録 第三』東京書籍、2015年、841－842頁。ISBN 978-4487744039。
11. 1 2 3  修瑞瑩 (2023年4月27日). “成大百年大榕樹植栽滿百年 祕密分身原來在「這裡」” (中国語). 聯合報.  オリジナルの2024年8月29日時点におけるアーカイブ。 2024年8月29日閲覧。
12. 1 2 3  陳雲上 (2002年8月31日). “國壽大樹鬧雙包 成大台糖皆本尊 成大老榕樹 日本移來的 國壽曾贊助防治病蟲害 糖研所的老樹 修剪成鋼盔髮型 也自認是國泰人壽正字標記” (中国語). 聯合晚報
13. 1 2  孟慶慈 (2014年4月22日). “成大3大榕樹 日本太子裕仁兄弟親植” (中国語). 自由時報.  オリジナルの2024年8月29日時点におけるアーカイブ。 2024年8月29日閲覧。
14. 1 2 3  蔡宗明 (2003年4月1日). “日據台籍老兵 有老榕的回憶 吳戥、鄭春河憶及當年感慨多 成大將邀請參加老榕生日派對” (中国語). 聯合報
15. ↑  朱西甯 (1978年9月3日). “幼吾幼 －－軍隊奶大了的小小兵” (中国語). 聯合報
16. ↑  王浩一 (2014年2月7日). “大榕” (中国語). 聯合報
17. 1 2 3 4 5  鄭秋霜、邱馨儀 (2003年4月17日). “國泰樹 國泰人 國泰情 成大老榕形似國壽企業標誌 20日為它舉辦百歲生日派對” (中国語). 經濟日報
18. 1 2  張正 (2003年4月21日). “小檔案 老榕身價 全台最高” (中国語). 經濟日報
19. ↑  黃麗如 (2005年3月4日). “《賞樹之旅專刊-明星樹篇》草地土坡上 遇見10棵幸福樹” (中国語). 中國時報
20. ↑  林巧雁 (2013年7月29日). “國泰金企業標誌 大樹變Young了” (中国語). 台灣蘋果日報.  オリジナルの2017年1月23日時点におけるアーカイブ。 2024年8月29日閲覧。
21. ↑  劉佩修 (2002年9月8日). “整合內部資源、發揮協調專才 蔡鎮宇 不強出頭也不失份量” (中国語). 工商時報
22. 1 2  蔡宏圖 (2003年4月21日). “國泰轉型開新局 大樹精神代代傳” (中国語). 經濟日報
23. ↑  “「樹」立商標．他人迴避 偏「愛」線條．官司未了 永琦註冊在先 霖園被打回票 鞋邊三根斜線．無罪改判有罪” (中国語). 聯合報. (1986年1月23日)
24. ↑  李佳諭 (1991年10月27日). “國壽「大樹」好依靠 新光「大傘」可避雨 台灣壽險廣告促銷白熱化” (中国語). 經濟日報
25. ↑  林雅涵 (2010年3月30日). “新光壽500萬大傘再現 表達對保戶的承諾” (中国語). 聯合報
26. 1 2  劉婉君 (2019年10月16日). “賀日天皇即位禮 成大允贈榕樹苗” (中国語). 自由時報.  オリジナルの2023年4月25日時点におけるアーカイブ。 2024年8月29日閲覧。
27. ↑  黃美惠 (1985年8月19日). “一棵大榕樹 說出時間敘事詩 白頭話當年 烏絲傾聽汲精髓 全省巡迴文藝營跨進時光隧道” (中国語). 民生報
28. ↑  “風光滿學府‧賞心又悅目 成大選定校園十大勝景” (中国語). 民生報. (1986年1月14日)
29. ↑  洪雅齡 (1996年6月2日). “李奕世接掌國泰建設 高爾夫球技與營建專業知識齊名” (中国語). 經濟日報
30. ↑  劉曉欣 (1995年3月16日). “成大老榕病了企業家伸援 國壽基金會捐贈百萬充作醫療經費” (中国語). 中國時報
31. ↑  卓怡君 (2011年3月21日). “百歲巨榕 牽動金控氣數” (中国語). 自由時報.  オリジナルの2024年8月30日時点におけるアーカイブ。 2024年8月30日閲覧。
32. ↑  劉曉欣 (1995年11月2日). “開拓觀光點市長相中成大 建議校區週邊道路劃作景觀步道限制車輛出入獲 校長認同” (中国語). 中國時報
33. ↑  吳振福 (1996年6月9日). “話家常 憶當年 吳京夜宿榕園帳篷內 三十餘年來一直戴著母校送的戒指 昨天上午對成大最後巡禮” (中国語). 聯合報
34. ↑  吳津 (1998年9月25日). “文壇消息瘂弦受聘 成大首位駐校作家” (中国語). 聯合報
35. ↑  黃哲斌、林欣誼 (2010年4月1日). “《民國99台灣久久》軍營→校舍→古蹟 小兵變詩人 瘂弦見證滄桑” (中国語). 中國時報
36. ↑  林志成 (2003年2月17日). “成大百歲老榕 歡喜慶生 作為國泰企業識別標誌 從日本鹿兒島到台灣生根走過風霜” (中国語). 中國時報
37. ↑  葉慧心 (2003年4月21日). “現場側記 百歲老榕 多少感人往事” (中国語). 經濟日報
38. 1 2  陳慶元 (2008年4月17日). “東吳手記台南之行” (中国語). 金門日報.  オリジナルの2024年8月29日時点におけるアーカイブ。 2024年8月29日閲覧。
39. ↑  孫幗英 (2010年7月29日). “金門大學升格改制　成大贈百年榕樹苗　” (中国語). 大紀元時報.  オリジナルの2024年8月29日時点におけるアーカイブ。
40. 1 2  林翠儀 (2019年10月19日). “台灣「昭和櫻」返鄉 安倍之母盼台日親上加親” (中国語). 自由時報.  オリジナルの2022年1月11日時点におけるアーカイブ。 2024年8月29日閲覧。
41. 1 2  吳再欽 (2002年1月26日). “噴‘藥浴’ 打‘點滴’ 成大老榕樹 進行‘健檢’” (中国語). 民生報
42. ↑  洪榮志 (2011年6月21日). “成大百歲老榕 打針保健康” (中国語). 中國時報
43. ↑  謝進盛 (2023年7月27日). “45棵受保護樹木 破壞最重可罰60萬 台南新增列管老樹77棵樹齡逾百年首度依森林法保護議員籲未列管樹木也定檢” (中国語). 聯合報.  オリジナルの2024年8月29日時点におけるアーカイブ。 2024年8月29日閲覧。